# Bomolocha veronica
Bomolocha veronica är en fjärilsart som beskrevs av Butler 1889. Bomolocha veronica ingår i släktet Bomolocha och familjen nattflyn. Inga underarter finns listade i Catalogue of Life.